# Joan Miquel Aymar
Joan Miquel Aymar (Dorres, 8 d'octubre del 1818 – Vilallonga de la Salanca, 26 d'agost del 1894) fou sacerdot i escriptor.
Sacerdot ordenat el 1843, va ser vicari a Tuïr i Ribesaltes abans de ser rector de les parròquies d'Alenyà, el Soler, Fontpedrosa i Vilallonga de la Salanca. Escriví diversos textos religiosos. Va ser el traductor oficial al català de la butlla papal Ineffabilis de 1854. Aquest document, que proclama el dogma de la immaculada concepció de la Mare de Déu, fou publicat l'any 1889 a Perpinyà amb un pròleg de Josep Bonafont.

## Obres
- Aymar, Miquel (recopilador). Formulari de pregarias. Pregarias del mati y de la nit seguidas dels actes antés y després de la comunio, etc. Mysteris del rosari, dos modos diferents de fer lo Camí de la Creu, en francés y en catalá.  Perpinyà: Imprenta de H. Roque, 1886.
- Aymar, Miquel. Manual del christiá ahon son continguts lo formulari de las pregarias las epístolas y los evangelis, en català i en francés.  Perpinyà: Imprenta de H. Roque, 1886.
- Aymar, Miquel. Novena de sant Joseph, patró de la bona mort, seguida de las Hetanias y dels goigs.  Perpinya: estampa de J. Comet, 1889.
- N.S.Pare Pio; Aymar (traductor). Carta apostolica de N. S. Pare Pio per la providencia divina papa... sobre la definició dogmatica de la Immaculada Concepció.  Perpinyà: Imp. J. Comet, 1889. Arxivat 2016-03-16 a Wayback Machine.